# 906
906(구백육)은 905보다 크고 907보다 작은 자연수다.

## 수학
- 합성수로, 그 약수는 1, 2, 3, 6, 151, 302, 453, 906이다. 진약수의 합은 918이므로, 906은 과잉수다.
  - 제곱 인수가 없는 48번째 과잉수다. 이 성질을 지닌 앞의 수는 894, 다음 수는 910이다. (OEIS의 수열 A087248)

## 과학·기술
- NGC 906(영어판): 안드로메다자리 방향에 있는 막대나선은하.
- 906 렙솔다(영어판): 소행성.
- 포르쉐 906(영어판): 포르쉐의 경주용 자동차.

## 교통

### 철도
- 서울 지하철 9호선 양천향교역의 역번호.

### 도로
- 906번 지방도: 대한민국의 과거 지방도.

## 군사
- LST-906(영어판): 제2차 세계 대전에 사용된 미국의 전차상륙함.

## 문화유산
- 대한민국의 보물 제906호: 김성일 종가 고문서

## 기타
- 날짜: 9월 6일
- 연도: 906년, 기원전 906년